# Festiwal Przemiany
Festiwal Przemiany – coroczny, interdyscyplinarny festiwal naukowy, organizowany przez Centrum Nauki Kopernik w Warszawie, skupiający się na tematach związanych z szerokorozumianym rozwojem oraz zmianami jakie są nim spowodowane.

## Historia
Pierwsza edycja miała miejsce w 2009 roku. W 2010 roku festiwal nie został zorganizowany. Początkowe edycje festiwalu organizowane były przez miasto stołeczne Warszawę. Skupiał się on na przyszłości nabrzeży Wisły. Działania festiwalu miały charakter artystyczny, a program był realizowany w formie spektakli, koncertów, warsztatów i działań z zakresu nowej technologii. Od 2011 festiwal organizowany jest przez Centrum Nauki Kopernik. W od 2012 tematyka festiwalu została poszerzona. Skupiono się na szerszym spektrum tematów dotyczących szeroko rozumianych przemian.

## Tematy wybranych edycji festiwalu[2]
- 2012 – Miasto, lokalność, sąsiedztwo, komunikacja między ludźmi i ich wzajemne, zmieniające się relacje;
- 2013 – Siła sprawcza człowieka, która – wsparta nowymi technologiami – może zmieniać świat;
- 2015 – „Antropocentryzm”;
- 2016 – „Pokusa nieśmiertelności”;
- 2017 – „Czyj jest Kosmos?”;
- 2018 – „Cywilizacja algorytmów”;
- 2019 – „Apetyt i apatia”;
- 2020 – „Rok zero”;
- 2021 – „Klimat naz zmienia”;
- 2022 – „Wyhoduj sobie miasto”;
- 2023 – „Superorganizm”.